# Walpole Highway
 (juillet 2023).
Walpole Highway est une paroisse civile et un village du Norfolk, en Angleterre.